# 棕雨燕属
棕雨燕属为雨燕目雨燕科下的一个属。本屬物種分佈於非洲及東南亞、南亞地區，現下屬三個物種。

## 命名歷史
本屬由法國動物學家勒內-普里梅韋勒·萊松於1843年所描述。其模式種由單型的因素指定為非洲棕雨燕。其屬名由古希臘語的（「燕子」之意）及（「尾巴」之意）組成。

## 下屬物種
本屬包含以下物種：
- 非洲棕雨燕 Cypsiurus parvus (Lichtenstein, MHC, 1823)
- 马岛棕雨燕 Cypsiurus gracilis (Sharpe, 1871)
- 亞洲棕雨燕 Cypsiurus balasiensis (Gray, JE, 1829)

## 外部連結
- 维基共享资源上的相關多媒體資源：棕雨燕属
- 維基物種上的相關：棕雨燕属